# NGC 4839
NGC 4839 este o radiogalaxie situată în constelația Părul Berenicei. A fost descoperită în 11 aprilie 1785 de către William Herschel. Se află la o distanță de 104,23 megaparseci de Pământ.